# یورگ آف کلرکر

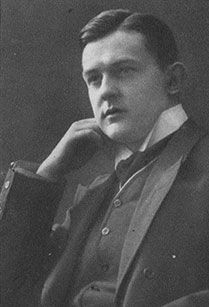
Georg af Klercker

یورگ آف کلرکر (Georg af Klercker)، کارگردان، فیلم‌نامه‌نویس و هنرمند اهل سوئد، در سال ۱۸۷۷ در یک خانواده اشرافی به دنیا آمد. او در آغاز، مسیر نظامی را در پیش گرفت و به عنوان افسر در ارتش سوئد مشغول به کار شد.

## ورود به سینما
کلرکر ابتدا مسیر حرفه‌ای‌اش را در ارتش آغاز کرد، اما با ترک خدمت نظامی و ورود به تئاتر، باعث رسوایی در خانواده اشرافی خود شد. او در سال ۱۹۱۱ توسط چارلز مگنوسون به‌عنوان مدیر استودیوی Svenska Biografteatern در استکهلم استخدام شد. نخستین فیلمش، دو برادر (۱۹۱۲) که توسط Pathé سوئد تولید شده بود، توسط سانسورچیان ممنوع شد.
در بازه‌ی ۱۹۱۱ تا ۱۹۱۳، کلرکر چندین فیلم در ژانر درام و کمدی ساخت که تنها یکی از آن‌ها، رینگوال در جستجوی ماجراجویی (۱۹۱۳) باقی مانده است. سپس در سال ۱۹۱۳ به Pathé پیوست و فیلم برای میهن (۱۹۱۴) را ساخت که او را برای مدتی به کپنهاگ نیز برد.

## ویژگی‌های سبک‌شناختی و تکنیکی
اگرچه داستان‌پردازی فیلم‌های کلرکر عمدتاً سنتی و کلاسیک نبود، اما آثار او از نظر بصری بسیار نوآورانه بودند. استفاده از نور طبیعی، عمق میدان پیشرفته، و ترکیب‌بندی‌های بصری در بسیاری از آثارش دیده می‌شود. در حالی که ملودرام‌های او همچنان با نماهای ثابت و میزانسن در عمق ساخته می‌شدند، برخی آثار متأخر او مانند ستوان دیوانه (۱۹۱۷) از تدوین تداومی کامل بهره بردند.

## افول
در سال ۱۹۱۸ شرکت Hasselblad با Skandia ادغام شد و کلرکر به‌طور کامل از عرصه تولید فیلم کنار رفت. او تنها یک‌بار در سال ۱۹۲۶ با فیلم دختران سولویک تلاش کرد به سینما بازگردد، اما این بازگشت ناموفق بود و دیگر نامی از او در سینما به میان نیامد.